# Толстоног Віктор В'ячеславович
Віктор В'ячеславович Толстоног (18 квітня 1964 року, Фастів, Київська область, Українська РСР, СРСР)- український політик, мер міста Алупка з 2010 по 2012 рік. З 2006 по 2010 був на посаді заступника голови Голосіївської райдержадміністрації Києва. Член Партії регіонів.

## Освіта
Закінчив Київський торгово-економічний інститут за спеціальністю «Економіка торгівлі» , Українську Академію зовнішньої торгівлі за фахом «Менеджмент зовнішньоекономічної діяльності» , Українську Академію державного управління при Президенті України за спеціальністю «Державне управління».

## Нагороди
Указом Президента України нагороджений почесним званням «Заслужений працівник сфери послуг України» , орденом «За заслуги» III ступеня , Почесною грамотою Верховної Ради України «За особливі заслуги перед українським народом», Орденом святого рівноапостольного князя Володимира (УПЦ МП)

## Скандали
- У 2005 році став фігурантом скандалу як власник земельної ділянки в заповідній Пущі Водиці.
- Територія , на якій розташований готель "Алубіка", що належить Віктору Толстоногу була частиною санаторію "Шахтар" і входить в охоронну зону Воронцовського палацу.
- Діяльність мера привела до конфлікту з депутатським корпусом і населенням Алупки. В квітні 2012 року депутати Алупкінської міськради висловили недовіру меру і достроково припинили його повноваження, а вже у серпні 2012 року Толстоног став фігурантом кримінальної справи за нецільове використання коштів (2.7 млн. грн), що призначалися на палац культури.